# 한성정부
한성정부(漢城政府)는 1919년 4월 23일 현재의 서울에서 선포된 임시정부이다. 1919년, 상해 임시정부와 통합을 모색하여 결국 1919년 9월 11일, 상해 임시정부, 한성정부, 연해주의 대한국민의회 등과 통합하여 대한민국 임시정부를 이루게 되었다. 한성정부와 기타 임시정부들의 인적 구성은 대부분 중복된 점을 지니고 있었다. 한반도 및 부속도서에서 설립되었다는 점에서 정통성이 가장 높은 정부였다.

## 설립
1919년 4월 23일, 국내에 있는 독립운동가들이 한성정부를 수립하며 결행한 가두시위의 현수막에 적었던 구호는 '공화국 만세!'였다. 이어서 13도 대표 23명의 이름으로 선포문을 발표하고 이승만을 집정관 총재, 이동휘를 국무총리 총재로 하는 민주공화제 정부를 선언했다.
| ㅂ. 한성정부 한성정부는 비교적 늦게 그 성립이 발표된 정부이다. 3·1독립선언 이후 임시정부의 수립은 필연적이었다. 임시정부의 수립계획은 3월 초에 이교헌(李敎憲)·윤이병(尹履炳)·윤용주(尹龍周)·최현구(崔鉉九)·이용규(李容珪)·김규(金奎) 등이 이규갑(李奎甲)에게 임시정부의 수립 문제를 제의하면서부터 시작되었다.註 027 이들의 권청(勸請)으로 각계의 대표로 추대된 자들은 4월 2일 인천 만국공원(현 자유공원)에 집합하여 임시정부의 수립을 선포할 것을 결의하였다. 여기에 참여한 이는 20여 명으로 천도교 대표 안상덕(安商悳)·야소교 대표 박용희(朴用熙)·장붕(張鵬)·이규갑과 유교대표 김규(金奎), 불교대표 이종욱(李鍾旭) 등이었다.註 028 그리하여 4월 중순에는 안상덕·현석칠(玄錫七) 등이 발기하여 국민대회를 소집하기로 했다. 13도 대표들은 서울 서린동 봉춘관에 모여 협의한 결과 간부 현석칠·안상덕 등과 학생 김사국(金思國)·장채극(張彩極) 등이 활약하여 국민대회를 서울에서 개최할 것을 의논하고 또 당일에 임시정부 각원(閣員)을 선거하기로 결의했다. 이어 4월 23일에는 봉춘관에 ‘국민대회’ 간판을 걸고註 029 임시정부 포고문과 국민대회 취지서·결의사항을 발표했다. 또한 이승만을 집정관 총재로, 이동휘를 국무총리 총재로 하는 임시정부 각원과 파리평화회의 대표와 함께 약법(約法)과 임시정부령 제1호(납세를 거절하라는 내용)·제2호(적의 재판과 행정상 모든 명령을 거절하라는 내용) 등도 함께 발표하였다.註 030 약법의 내용을 보면 ① 국체는 민주제를 채용한다 ② 정체는 대의제를 채용한다 ③ 국시는 국민의 자유와 권리를 존중하고 세계평화의 행복을 증진하게 한다 ④ 임시정부는 일체내정(一切內政)·일체외교(一切外交)의 권한을 갖는다 ⑤ 조선 국민은 납세·병역의 의무가 있다 ⑥ 본 약법은 정식 국회를 소집하여 헌법을 반포할 때까지 적용한다는 것이었다. 이는 상해 임시정부의 임시헌장과 비교하면 다소 손색이 없지도 않지만 당시의 시대적 상황으로 보아 충분한 여유가 없었던 때문인 것으로 이해할 수 있다. 이러한 한성정부는 연합통신(UP)에 보도됨으로써 국제적으로도 더욱 선전 효과를 갖게 되었다. 또한 한성정부가 서울에서 그것도 국민대회라는 국민적 절차에 의하여 조직되었다는 점은 후일 여러 정부의 통합과정에서 정통성을 확보하게 되는 중요한 구실을 하였다. 뿐만아니라 한성정부의 수립은 나아가서 상해임시정부의 조직을 촉구한 사실이다.註 031 상해임시정부의 성립과정을 자세히 살펴 보면 오히려 한성정부를 개조한 것 같은 인상이 짙기 때문이다. 한성정부의 각료명단은 다음과 같다. \| 한성임시정부 각료명단 \| \| \| 전국 13도 대표로 구성되어 국민대회 명의로 구성된 이 한성정부의 조직을 보면 7부 1국과 평정관 18명을 두고 있다. 기구와 그 명단을 보면 집정관 총재·국무총리 총재 외에 7부 1국의 책임자인 총장·총판 등의 직명이 민주주의로 넘어가는 과도기적인 정체의 모습을 보여주고 있다. 그리고 군무부 외에 참모부를 설치하여 거기에 차장까지 선정한 것은 독립이라는 목적 달성을 위해 무장투쟁의 중요성을 부여한 때문일 것으로 생각된다.註 032 각료의 명단에서 특기할 만한 것은 한성정부가 국내에서 조직된 임시정부임에도 불구하고 집정관 총재를 비롯하여 행정 각부 총장·차장에 국내인사가 한 명도 포함되지 않았다는 사실이다. 이것은 일제의 무단 통치로 인해 국내의 독립운동이 어려웠기 때문에 해외에서 활동이 이루어질 것으로 예측했기 때문인 것이다.註 033 다음은 한성정부의 국민대회 취지서 전문이다. 국민대회 취지서 아조선민족은 과반(過般) 손병희 씨 등 33인을 대표로 정의와 인도를 기초로 하여 조선 독립을 선언한지라. 이제 그 선언의 권위를 존중하고 독립의 기초를 공고케 하며 인간 필연의 요구에 수응(酬應)하게 하기 위하여 민족일치의 동작으로 대소(大小)의 단결과 각지방 대표들을 합하여 본회를 조직하고 차를 세계에 선포하노라, 세계평화를 위협하던 군국주의는 정의와 인도 아래 굴복하여 영원한 평화로 세계를 개조하려는 차제에 있어서도 일본만이 반성이 없을 것인가, 정의와 인도로 용진하는 우리 겨레 앞에 무슨 적이 있으리오, 다만 최대의 성의와 최선의 노력으로 국가적 독립과 민족적 자유를 세계에 주장하노라. 약법 1. 국체는 민주제를 채용 2. 정체는 대의제를 채용 3. 국시는 국민의 자유와 권리의 존중 및 세계평화에의 공헌 4. 정부의 권한은 일체 내정과 일체 외교 5. 국민의 의무는 납세 및 병역 6. 본 약법은 정식 국회를 소집하여 헌법을 반포할 때까지 적용할 것 위와 같은 한성정부의 약법은 대한국민의회 정부의 결의문보다는 진보된 헌법이지만 상해임시정부의 헌장에 비해서는 국가의 기본법으로서 미비하다. 국체는 민주제, 정체는 대의제라는 양 조항은 오늘날 민주정치의 본질이라 할 수 있는 인민의 기본권·권력분립·대의제 등과 비교하면 논리에 어긋나고 있다. 또 인민의 기본권으로 국민의 자유와 권리를 존중하고 세계평화와 행복을 증진하는 것이 국시라고 규정했으나 그 자유와 권리의 구체적 규정은 없이, 국민의 의무로서 납세와 병역을 명시하고 있을 뿐이다. 그리고 정부의 권한은 정식 국회가 소집되어 헌법을 반포할 때까지 전권이 위임되어 있다. 이후 국민대회가 소집되지 않았으므로 이론상 1948년 제헌국회가 헌법을 제정하기까지 이승만 집정관 총재가 전권을 위임받은 셈이었다.註 034 이상 약법의 특징은 의회가 없다는 것과 국가 독립이 완성되어 정식 정부가 생길 때까지 이승만 독주의 길을 마련하고 있었다는 사실이다. 비록 한성정부가 상해 임시정부와 노령 국민의회와는 달리 지하조직으로 구성된 것이고 그 약법이 상해임시정부의 임시헌장에 비해 기본법으로서 또한 미약하다고 해도 전국 13도 대표로 구성된 국민대회의 명의로 정부가 조직되고 그에 의해서 제정된 헌법이기 때문에 정통정부라는 점에서는 다른 임시정부보다 그 지위가 공고하였다.註 035 ㅅ. 고려임시정부 고려임시정부는 1919년 4월 15일 『길림신공화보(吉林新共和報)』에 게재되어註 036 총독부 등 일제의 각 기관에 보고됨으로써 알려진 정부이다. 여기에 의하면 도문강(圖們江) 방면에 고려임시정부를 조직하고 이동휘를 총통, 이승만을 국무총리, 안창호를 내무, 김규식을 외무, 이시영을 재무, 문창범을 교통에 각각 임명하였다는 것이다. ㅇ. 임시대한공화정부 임시대한공화정부는 김영우의 『대한독립혈전기』에 나타나 있다.註 037 1919년 3월 29일 상해에 있는 현순으로부터 국민총회에 보낸 전보에 의하면 이 정부는 한·청·러 3국이 접계되는 간도에서 조직되었는데 대통령 에 손병희, 부통령에 박영효 그리고 국무급에 해당되는 외무총장에 이승만, 내무총장에 안창호, 탁지총장에 윤현진, 사법총장에 남형우, 군무총장에 이동휘, 참모총장에 류동열, 평화대사에 진정원을 선임하였다는 것이다. 그런데 이를 노령정부와 비교해 보면 이승만이 국무총리(노령정부)에서 국무급인 외무총장으로, 남형우가 산업총장에서 사법총장으로 된 것 외에 노령정부에서는 강화대사였던 김규식이 여기에서는 평화대사의 진정원으로 바뀌었을 뿐이다. 따라서 임시대한공화정부와 노령정부와의 관계도 어느 정도 연결지어 생각할 수 있을 것 같다. 이상에서 살펴본 바와 같이 3·1운동 이후 한민족의 의식구조는 군주제로부터 과감히 탈피하여 세계사적 조류에 따라 민주정부를 수립하려는 새로운 가치체계가 형성되고 있었다. 8개의 임시정부를 근간으로 하여 의회(임시의정원)와 정부(국무원)를 구성하는 민주의식이 팽배해 있었다. 또한 민주정부를 구성하는데 있어서도 헌법·정강·선언문·취지서·결의문·선포문 등을 통한 과감한 제도적 변혁을 기하고 있었다. 이러한 가치관은 곧 국민국가를 지향하는 개화의식의 성장을 뜻하며 이 시기에 이를 완수코자 하는 강렬한 움직임이 민주공화정부의 탄생을 현실화시키게 한 것이다. 국내외 각지에 성립된 8개의 임시정부 가운데 실질적으로 활동한 것은 대한국민의회·상해임시정부·한성정부 뿐이었다. 이들 임시정부의 성격은 각각 차이점도 있지만 다음과 같은 몇 가지의 공통점도 발견할 수 있다. 첫째, 민족지도자로서 저명인사라면 본인의 의사에 개의치 않고 능력과 전공분야에 따라 각원으로 추대되었다. 특히 이승만은 한성정부에서는 집정관 총재로 상해와 노령정부에서는 국무총리로 추대되어 행정 수반이 되었다. 둘째, 불완전하지만 한결같이 민주공화제라는 민간주도적 국민국가 즉 민주주의를 표방했다는 사실이다. 이것은 실로 혁명적인 전환이라 할 수 있는 것으로 당시의 일반적 사조가 민주주의 이념이라는 것을 말해주고 있다. 즉 왕정(王政)을 복고하자는 정부형태는 하나도 출현하지 않았던 것이다. 셋째, 8개 처의 임시정부 가운데 5개 처의 정부에서는 파리강화회의에 큰 기대를 걸고 대표를 파견하여 독립을 청원하고자 했다. 더구나 상해임시정부의 임시헌장에는 국제연맹에 가입할 것 까지를 명시하고 있었다. 그러나 전승국들의 이익분배를 위한 회합인 파리강화회의에 관한 불확실한 정보와 지나친 기대는 민족독립 지도자들로 하여금 곧 실망과 환멸을 갖게 했을 뿐이다. 넷째, 각 임시정부는 각각의 정부 성립이 동양과 세계평화에 기여함이 적지 않을 것이며 이를 위해 지속적으로 노력할 것도 천명하였다. 우리 민족의 강인성과 자립의지를 표방하여 평화와 정의의 사도임을 알리고자 애썼다. 다섯째, 3·1운동 때의 독립선언서는 민족의 웅혼한 자주독립정신을 구현하면서 민족자존성·조국사상·자유주의·세계에의 의무·세계평화의 확립 등을 이상으로 한 국내에서의 독립투쟁의 행동지침이라고 할 수 있다. 그리하여 3·1운동의 정신적 산물인 임시정부와 그들의 약법·헌장 또는 결의안들은 형식적으로 망명정부의 성격을 지닌 임시정부의 임시헌장으로 이해하기보다는 실질적으로 독립운동을 하기 위한 조직적인 저항운동 단체의 기본법으로서 독립운동의 행동강령이요, 투쟁지침이며 동시에 해외에 있는 독립운동단체를 위한 헌법률이었다고 볼 수 있다. 비록 임시정부 수립 초기에 있어 지사들이 지리적 여건과 일제의 감시·탄압·검거 등으로 민주주의를 표방하는 여러 가지 형태의 정부를 각 처에서 수립할 수 밖에 없었다고 하더라도 위와 같이 서로 유사점을 갖고 있었기에 후일 각 임시정부는 통합이 가능했던 것이다. 여러 갈래의 임시정부 수립은 항일투쟁에 있어서 분산과 혼란, 통일의 약화를 초래할 뿐더러 대외적으로도 통일된 정치역량에 의구심을 갖게 하는 것이므로 이들의 통합은 당연한 과제로 요청되었다. 註 001: 李炫熙, 『三·一獨立運動과 臨時政府의 法統性』(東方圖書, 1987), p.31.註 002: 李炫熙, 앞 책, pp.13~21.註 003: 李炫熙, 『韓國近代女性開化史』(三友出版社, 1978), pp.250~267.註 004: 衛, 「三·一運動의 意義」, 『獨立評論』(重慶 : 韓國獨立黨, 1944. 3. 1.), 秋憲樹 編, 『資料韓國獨立運動』Ⅰ(延世大學校出版部, 1971), pp.294~296.註 005: 1917년 신규식·조소앙 등 소장인사가 국민주권설을 이론적으로 정립하고 박은식·신채호·박용만 등 종래 신한청년당 선배들의 지도를 받으며 망명 정부 계획을 전환하여 임시정부 수립을 제창한 「大同團結宣言」을 발표하는 등 이미 3·1운동이전에 임시정부 수립을 위한 계획이 있었다. 이「宣言」의 계획은 당장 실현되지 못하였으나 임시정부 수립의 이론적 모체가 되어 1919년 8개의 임시정부를 탄생시키기에 이르렀다(趙東杰, 「臨時政府 樹立을 위한 1917년의 大同團結宣言」, 『韓國學論叢』第9輯(國民大學韓國學硏究所, 1987) 참조).註 006: 1864년 이래 韓人들은 기근 때문에 황무지 개척을 위해 많이 이주했다.註 007: 독립운동사편찬위원회, 『독립운동사』4(독립유공자사업기금운용위원회, 1972), p.55.註 008: 金俊燁·金昌順 共著, 『韓國共產主義運動史』Ⅰ(高麗大學校亞細亞問題硏究所, 1967), p.88.註 009: 임시정부파리위원회, 「歐洲의 우리 事業」, 『新東亞』(1987. 8)에 의하면 윤해·고창일은 2월 5일에 해삼위를 출발, 9월 26일 파리에 도착하여 파리위원부와 합동으로 집무했다고 한다.註 010: 金秉祚, 『韓國獨立運動史略』上篇(上海 : 宣言社, 1922), pp.55~60.註 011: 김원용, 『재미한인 50년사』(California : 1959), p.452.註 012: 趙東杰, 「大韓民國臨時政府」, 『한국사』21(국사편찬위원회, 1976), pp.200~207.註 013: 李鍾一, 『默菴備忘錄』, 1925年 1月 15日字.註 014: 金正明, 『朝鮮獨立運動』Ⅱ(東京 : 原書房, 1967), pp.13~17.註 015: 李相玉, 「三·一運動 당시의 流言」, 『三·一運動 50周年紀念論集』(東亞日報社, 1969), p.381.註 016: 김원용, 앞 책, p.452.註 017: 洪淳鈺, 「漢城·上海·露領 臨時政府의 統合過程」, 『三·一運動 50周年紀念論集』, p.896.註 018: 李延馥, 「大韓民國臨時政府의 成長過程」, 『慶熙史學』第1輯 (慶熙大史學會, 1967), pp.84~86 ; 朴殷植, 『韓國獨立運動之血史』下(上海 : 維新社, 1920), p.56.註 019: 洪淳鈺, 앞 글, pp.896~897.註 020: 金榮秀, 『大韓民國臨時政府憲法論』(三英社, 1980), pp.82~83.註 021: 國會圖書館, 『大韓民國臨時政府 議政院文書』(1974), p.3.註 022: 金秉祚, 앞 책, pp.86~88.註 023: 조완구 의원의 강력한 요구에 의해 초안에 빠졌던 것이 삽입되었다. 그러나 그 후의 헌법에서는 이 조항이 제외되었다.註 024: 孫世一, 「大韓民國臨時政府의 政治指導體系」, 『3·1運動 50周年紀念論集』, p.913.註 025: 金正明, 앞 책, p.22.註 026: 李鍾一, 앞 책, 1925년 1월 10일자.註 027: 李奎甲, 「漢城臨時政府 樹立의 顚末」, 『新東亞』(1969. 4), p.176.註 028: 독립운동사편찬위원회, 앞 책, p.134.註 029: 素石學人, 「己未年學生運動의 全貌」, 『朝鮮獨立運動秘史』第2輯(槿域出版社, 1946), pp.36~42 ; 張道斌, 『三·一獨立運動史』(國史院, 1960), p.83 참조.일설에는 全協·崔益煥 등 大同團이 주체가 되어 정부를 수립하기로 하고 각원과 각도 대의사를 선거하였는데 조각이 된 곳은 서울 和泉町同和藥房閔橿의 집이었다고 한다(國史編纂委員會, 『資料大韓民國史』1, (探求堂 1968), p.455).註 030: 李延馥, 앞 글, pp.79~83 참조.註 031: 國會圖書館, 『大韓民國臨時政府 議政院文書』(1974), pp.401~402에 있는 민국 27년 4월 11일 제38차 의정원 개원식에서 신익희 내무부장이 행한 임시정부 성립 26주년 약사보고 내용 참조.註 032: 독립운동사편찬위원회, 앞 책, p.140.註 033: 金榮秀, 앞 글, pp.89~90.註 034: 金榮秀, 「上海臨時政府의 憲法에 관한 硏究」, 『論文集』第2卷 第2號(忠南大 社會科學硏究所, 1975), p.6.註 035: 金榮秀, 『大韓民國臨時政府憲法論』, p.92.註 036: 金正明, 앞 책, p.805.註 037: 國史編纂委員會, 『韓國獨立運動史 : 資料 4, 臨政篇 Ⅳ』(1968), pp.335~336. |
| 한성임시정부 각료명단 |
| |

## 활동
한성 정부는 다음과 같은 사항을 결의하였다.
1. 임시정부 조직의 건.
2. 일본 정부에 대하여 대한 통치권의 철거와 군비의 철퇴 요구의 건.
3. 파리 강화회의에 출석할 인원 선정의 건
4. 한국인은 일본 관청에 대하여 일체의 청원 및 소송 행위를 하지 말 것.

또한 임시 헌정을 채택하고 일반 국민의 준수 요건을 결의하였다.
임시 약헌
제1조 국체는 민주제를 채택함.
제2조 정체는 대의제를 채택함.
제3조 국시는 국민의 자유와 권리를 존중하여 세계 평화의 행운을 증진케 함.
제4조 임시정부는 다음의 권한을 가짐.
1. 일체의 내정
2. 일체의 외교

제5조 한국 국민은 다음의 임무를 가짐.
1. 납세
2. 병역

제6조 이 약헌은 정식 국회를 소집하여 헌법을 반포할 때까지 적용함.
일반 국민의 준수 요건
1. 나라 위해 목숨 버리고 싸울 것.
2. 동포끼리 서로 구할 것.
3. 어질고 옳음으로 모진 것을 누를 것.
4. 정부에 복종할 것.
5. 마음과 힘을 뭉칠 것.
6. 자주 독립을 위할 것.
7. 재정적 의무를 질 것.

또한 파리 평화회의에 파견될 국민 대표 위원으로 이승만, 박용만, 김규식, 안창호, 이동휘, 노백린 등을 선출하였다.

## 해체
3.1 운동 이후에 한국에는 여러 정부가 거의 동시다발적으로 수립되었으므로 임시정부가 난립한다는 것은 곧 한국인 분열상을 외국에 보이는 결과가 되어 대외 활동에 불리했기에 국내, 미주, 노령, 중국의 교포를 대표하여 상해에 와 있던 대표자들은 서로를 대표한 지역의 의견을 상호 절충시키는데 고심을 하였다. 그러한 노력의 결과로 1919년 6월 6일, 임시정부 법통을 한성에 부여하고 그 산하에 뭉칠 것을 합의하여 다음과 같은 일치된 의사로 단일의 대한민국 임시정부를 설립하였다.
1. 상해와 노령에서 설립한 정부들을 일체 해소하고 오직 국내에서 13도 대표가 창설한 서울 정부를 계승할 것이니, 국내의 13도 대표가 민족 전체의 대표인 것을 인정함이다.
2. 정부의 위치는 당분간 상해에 둔다.
3. 상해에서 설립한 정부가 실시한 행정은 유효임을 인정한다.

## 조직
- 집정관총재：이승만
- 국무총리총재：이동휘
- 외무총장：박용만
- 내무총장：이동녕
- 군무총장：노백린
- 재무총장：이시영
- 법무총장：신규식
- 학무총장：김규식
- 교통총장：문창범
- 노동국 총판：안창호
- 참모부 총장：류동열

## 같이 보기
- 대한민국 임시정부
- 상해임시정부
- 대한국민의회
- 대한광복군 정부